# Charlie Brooker
Charlton Brooker detto Charlie (Reading, 3 marzo 1971) è uno sceneggiatore, conduttore televisivo, comico, satirista, produttore televisivo e scrittore britannico.

## Biografia
Ha lavorato come autore dei programmi Brass Eye, The 11 O'Clock Show e Nathan Barley e ha presentato numerosi spettacoli televisivi, tra cui Screenwipe, Gameswipe, Newswipe, Weekly Wipe e 10 O'Clock Live.
Brooker è noto anche per la sua miniserie televisiva horror Dead Set, candidata nel 2009 al BAFTA come miglior serie drammatica e per la serie televisiva Black Mirror, della quale ha scritto diciotto episodi su diciannove oltre all'episodio interattivo Black Mirror: Bandersnatch.
Ha vinto, nel 2009, il premio Columnist of the Year ai British Press Awards e, nel 2010, il premio Best Entertainment Programme della Royal Television Society per Newswipe. Ha ricevuto inoltre tre British Comedy Awards: nel 2009 come Best Male Comedy Newcomer, nel 2011 il Best Comedy Entertainment Show Award sempre per Newswipe e, nel 2012, il Best Comedy Entertainment Personality Award.
Brooker è nato a Reading, nella contea del Berkshire, e cresciuto nella piccola città di Brightwell-cum-Sotwell, a sud dell'Oxfordshire. Ha iniziato a lavorare come scrittore e fumettista per Oink!, un fumetto prodotto alla fine degli anni '80. Dopo aver frequentato la scuola di Wallingford, Brooker ha partecipato alla Polytechnic of Central London, che divenne l'Università di Westminster, nel momento in cui Brooker era lì, studiando per una laurea in Scienze Della Comunicazione. Sostiene di non essersi laureato poiché l'argomento relativo la sua tesi di laurea, i videogiochi, non era stata riconosciuto come un argomento accettabile.
Brooker ha scritto per la rivista PC Zone nella metà degli anni novanta. Oltre a recensioni sui giochi, la sua produzione comprendeva il fumetto Cybertwats ed una rubrica intitolata "Sick Notes", in cui Brooker avrebbe insultato chiunque avesse scritto per la rivista ed ha offerto un premio di £50 per la migliore lettera. Nel febbraio 1998 una delle vignette di Brooker ha causato la rimozione della rivista dagli scaffali di molte edicole inglesi. Il fumetto era intitolato Helmut Werstler's Cruelty Zoo, elaborata al fine di essere un annuncio per un parco a tema, creato da uno psicologo tedesco per i bambini, per poter esprimere i loro impulsi violenti sugli animali anziché sugli esseri umani. È stato accompagnato da immagini modificate, in cui i bambini distruggevano il cranio delle scimmie con martelli, saltavano su un tasso con una forca, uccidevano un orangotango con una motosega, tra le altre cose. La battuta originale doveva essere a scapito della serie videoludica Tomb Raider, nota all'epoca per il numero di animali uccisi, ma il titolo originale, Lara Croft's Cruelty Zoo, è stato cambiato per motivi legali.
Nell'ottobre 2008, Brooker e molti altri ex-scrittori sono stati invitati di nuovo a recensire un gioco per la 200ª pubblicazione. Brooker ha recensito Euro Truck Simulator. Brooker ha iniziato a scrivere una rubrica di recensione TV, intitolata Screen Burn, per il quotidiano del sabato The Guardian, supplemento de The Guide nel 2000, un ruolo che ha continuato fino all'ottobre del 2010.
Dall'autunno 2005, scrisse una collezione di rubriche, il venerdì, nel supplemento del The Guardian (G2) chiamato Supposing, in cui è interessato ad una serie di vaghi temi "Cosa-Se". Dall'ottobre del 2006 questa rubrica è stata ampliata ad una vera e propria sezione "full-page" il lunedì, compreso il modello di TVGoHome e Ignopedia, una serie occasionale di pseudo-articoli su temi prevalentemente suggeriti dai lettori. Il tema chiave di Ignopedia, al contrario di Wikipedia (scritto e curato da migliaia di utenti), è che le voci sarebbero state scritte da una sola persona, con poca o nessuna conoscenza dei fatti.

## Filmografia

### Fiction
- Nathan Barley (2005) – ideatore e sceneggiatore
- Dead Set (2008) – ideatore e sceneggiatore
- Black Mirror (2011-in corso) – ideatore, sceneggiatore e produttore
- A Touch of Cloth (2012-2014) – ideatore, sceneggiatore e produttore
- Cunk on Britain (2018) – ideatore e sceneggiatore
- Black Mirror: Bandersnatch (2018) – sceneggiatore
- Death to 2020 (2020) – sceneggiatore e produttore
- Cat Burglar (2022) – sceneggiatore
- Cunk on Earth (2022) – ideatore, sceneggiatore e produttore

### Programmi televisivi
- The 11 O'Clock Show (1999-2000)
- Brass Eye (2001)
- TVGoHome (2001)
- Spoons (2005)
- Charlie Brooker's Screenwipe (2006-2008)
- Rush Hour (2007)
- Charlie Brooker's Gameswipe (2009)
- Newswipe with Charlie Brooker (2009-2011)
- How TV Ruined Your Life (2010)
- Charlie Brooker's 2010 Wipe (2010)
- Charlie Brooker's 2011 Wipe (2011)
- 10 O'Clock Live (2011-2013)
- Charlie Brooker's 2012 Wipe (2012)
- How Videogames Changed the World (2013)
- Charlie Brooker's 2013 Wipe (2013)
- Charlie Brooker's Weekly Wipe (2013-2015)
- Charlie Brooker's 2014 Wipe (2014)
- Charlie Brooker's 2015 Wipe (2015)
- Charlie Brooker's Election Wipe (2015)
- Cunk on Shakespeare (2016)
- Charlie Brooker's 2016 Wipe (2016)
- Cunk on Christmas (2016)
- Charlie Brooker's Antiviral Wipe (2020)

### Doppiaggio
- I Simpson (The Simpsons) – serie animata, episodio 31x08 (2019)